# نظام بلوري أحادي الميل

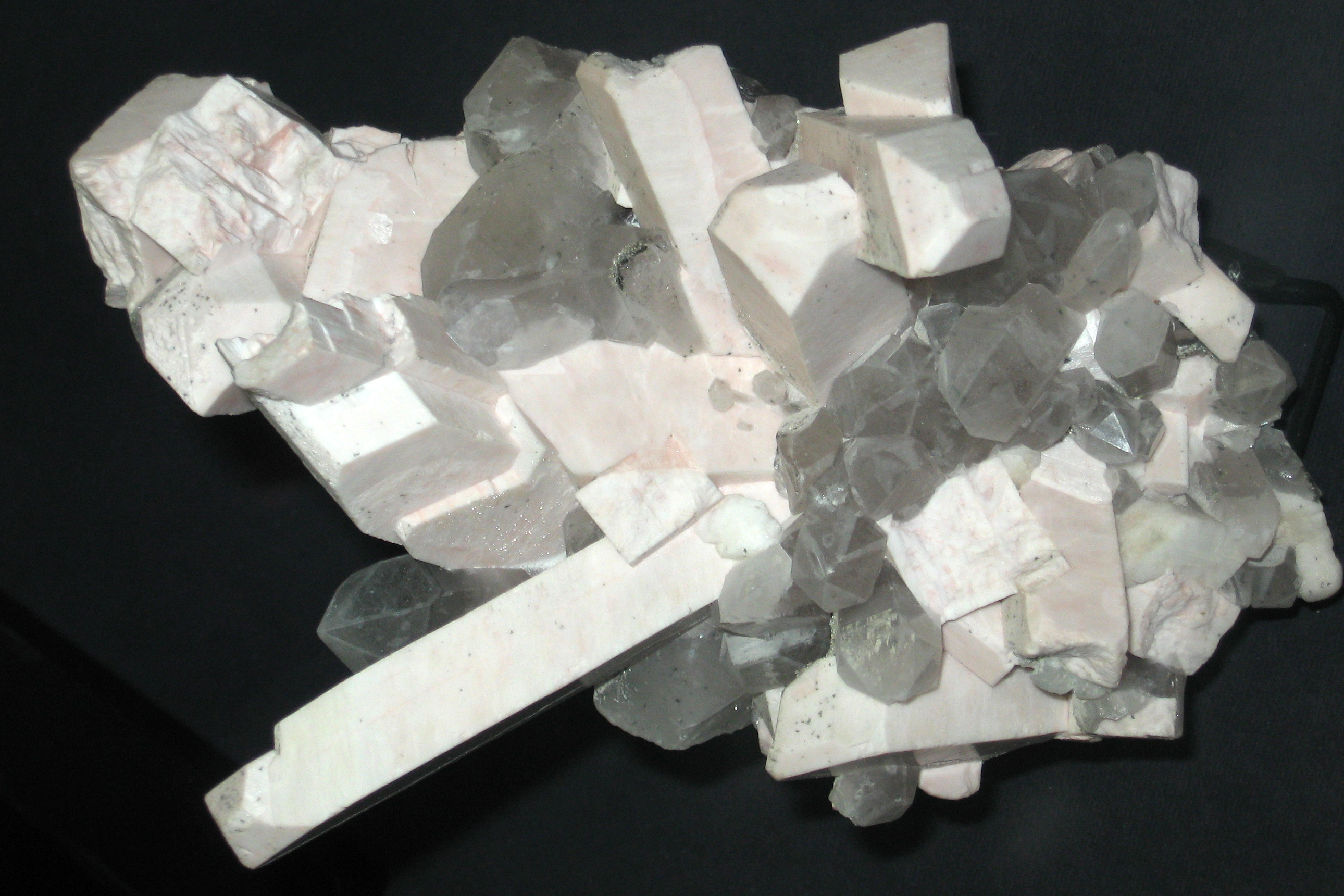
أورثوكلاس، مثال عن البلورات التي تتبع النظام أحادي الميل.

النظام البلوري أحادي الميل (في علم البلورات) هو أحد النظم البلورية السبعة التي تتبع لها البلورات. يوصف النظام البلوري بواسطة ثلاثة متجهات. في النظام البلوري أحادي الميل فإن المتجهات لها أطوال مختلفة تشكل منشور متوازي الأضلاع، يكون زوجان من المتجهات متعامدين (يلتقيان بزوايا قائمة) بينما يصنع الزوج الثالث زاوية غير 90° درجة.

## شبكات برافيه
حسب نموذج شبكات برافيه هناك نمطين من الشبكات البلورية أحادية الميل، شبكة بلورية أحادية الميل بسيطة، وشبكة بلورية أحادية الميل مركزية.

أحادي الميل بسيط (P)
أحادي الميل مركزي (C)

البيانات التفصيلية للمجموعات الفراغية وترميزاتها موجودة ضمن الجدول المرفق:
| صنف البلورة | مثال       | ترميز شونفليس   | ترميز هيرمان-موغان      | المجموعة النقطية             | #     | orbifold | نوع               | المجموعة الفراغية                              | المجموعة الفراغية                                  | المجموعة الفراغية                              | المجموعة الفراغية                              | المجموعة الفراغية                                  | المجموعة الفراغية                                  | المجموعة الفراغية | المجموعة الفراغية |
| Sphenoidal  | هالوتريشيت | C2              | {\displaystyle 2\ }     | {\displaystyle 2\ }          | 3-5   | 22       | متماكب ضوئي، قطبي | {\displaystyle \mathrm {P} 2\,\!}              | {\displaystyle \mathrm {P} 2_{1}\,\!}              | {\displaystyle \mathrm {C} 2\,\!}              |                                                |                                                    |                                                    |                   |                   |
| Domatic     | هيلغارديت  | C1h (=C1v = Cs) | {\displaystyle m}       | {\displaystyle {\bar {2}}=m} | 6-9   | 1*       | قطبي              | {\displaystyle \mathrm {Pm} \,\!}              | {\displaystyle \mathrm {Pc} \,\!}                  | {\displaystyle \mathrm {Cm} \,\!}              | {\displaystyle \mathrm {Cc} \,\!}              |                                                    |                                                    |                   |                   |
| Prismatic   | جص         | C2h             | {\displaystyle 2/m\,\!} | {\displaystyle 2/m\,\!}      | 10-15 | 2*       | تناظر مركزي       | {\displaystyle \mathrm {P} 2/\mathrm {m} \,\!} | {\displaystyle \mathrm {P} 2_{1}/\mathrm {m} \,\!} | {\displaystyle \mathrm {C} 2/\mathrm {m} \,\!} | {\displaystyle \mathrm {P} 2/\mathrm {c} \,\!} | {\displaystyle \mathrm {P} 2_{1}/\mathrm {c} \,\!} | {\displaystyle \mathrm {P} 2_{1}/\mathrm {c} \,\!} |                   |                   |

رمز # يشير إلى رقم المجموعة الفراغية حسب الجداول الدولية لعلم البلورات.